# عمر التكريتي
عمر التكريتي (مواليد 1970) هو ابن سبعاوي إبراهيم التكريتي وابن شقيق صدام حسين. تخرج من كلية بغداد في بغداد عاصمة العراق. في يوليو 2005 منعت وزارة الخزانة الأمريكية أصوله وتلك التي يملكها إخوته ياسر وأيمن وإبراهيم وبشار وسعد في الولايات المتحدة بسبب علاقتهم بحزب البعث.
في 17 نوفمبر 2005 قدم النائب العام العراقي شاثانفار حمود الجاسم إلى منظمة الشرطة الجنائية الدولية طلبا لتسليمه من اليمن إلى بغداد لمحاكمته لارتكابه أعمال إرهاب دولة.